# Gajusz Skryboniusz Kurion (trybun 50 p.n.e.)
Gaius Scribonius Curio (ur. ok. 84 p.n.e., zm. 24 sierpnia 49 p.n.e.) – trybun ludowy w 50 p.n.e., pretor w 49 p.n.e., rzymski polityk I w. p.n.e., początkowo przeciwnik, a później stronnik Cezara. W odróżnieniu od swego ojca również Gajusza Skryboniusza Kuriona zwany jest Gajuszem Skryboniuszem Kurionem Młodszym lub Kurionem-synem (filius).

## Pochodzenie i oceny współczesnych
Był synem Gajusza Skryboniusza Kuriona konsula w 76 p.n.e. Przyjaźnił się z Pompejuszem, Cezarem, Markiem Antoniuszem i Cyceronem (znanych jest 7 listów napisanych do samego Kuriona, a zebranych w drugiej księdze listów Ad Familiares). Znany był jako bardzo dobry mówca, którego charakterystykę Cyceron podał w dialogu Brutus. Poeta Lukan w Farsaliach, epopei historycznej o wojnie domowej między Pompejuszem a Cezarem, pisze, że Kurion to "zuchwały, człek sprzedajnego języka", który za złoto Cezara sprzedał ojczyznę. Przez Wellejusza Paterkulusa charakteryzowany jest jako "genialny nicpoń" (homo ingeniosissime nequam), który darem wymowy działał na szkodę państwa, czym przyczynił się do wybuchu wojny domowej.

## Sprawa Klodiusza
W trakcie procesu Klodiusza w maju 61 p.n.e. związanego ze zbezczeszczeniem misteriów ku czci Dobrej Bogini (Bona Dea), okazał swoje poparcie dla oskarżonego. Według Cycerona stał wtedy na czele zwolenników Klodiusza, których nazywał ironicznie "młodzieńcami z bródkami" (barbatuli iuvenes) oraz sugerował sympatyzowanie Kuriona Młodszego z Katyliną, który w 63 p.n.e. chciał przemocą przejąć władzę. Poparcie dla Klodiusza wiązało się z organizowaniem wieców (contiones). W lipcu 59 p.n.e. podczas przedstawienia teatralnego wystawionego w czasie ludi Apollinares został przywitany przez widownię aplauzem przyrównanym przez Cycerona do oklasków witających dawniej Pompejusza, natomiast sprawujący w tym roku konsulat Cezar, który przybył tuż przed Kurionem, otrzymał bardzo mało braw. Reakcje te miały być wyrazem uznania ekwitów dla krytyki działalności Cezara, z którą publicznie występował Kurion-syn. Aby przeciwdziałać opozycji, Cezar wysłał trybuna Publiusza Watyniusza, by namówił Lucjusza Wettiusza do tego, żeby przekonał Kuriona Młodszego do udziału w spisku na życie Pompejusza. Misterna intryga nie udała się, gdyż Kurion poprzez swego ojca powiadomił Pompejusza o planowanym zamachu. Jednakże schwytany Wettiusz wskazał jako uczestników spisku m.in. Kuriona Młodszego oraz wielu wpływowych członków stronnictwa optymatów. Oskarżeniom tym nie dano wiary, a sam Wettiusz zginął zamordowany w więzieniu nie doczekawszy procesu.

## Działalność ustawodawcza
Z inicjatywy Skryboniusza około 56 p.n.e. powstało lex Scribonia, które znosiło nabycie prawa własności dla służebności gruntowej przez zasiedzenie (de usucapione servitutum).

## Urzędy i kwestie rodzinne
W 53 p.n.e. był kwestorem w Azji. Około 52 p.n.e. poślubił Fulwię, wdowę po Klodiuszu, wnuczkę Gajusza Grakchusa. Ze związku z Fulwią miał jednego syna Gajusza Skryboniusza Kuriona uśmierconego w 31 p.n.e. po bitwie pod Akcjum oraz pasierbicę Klodię Pulchrę. W 51 p.n.e. wybudował pierwszy w Rzymie amfiteatr, który tworzyły dwa drewniane obrotowe teatry i przeprowadził w nim igrzyska dla uczczenia pogrzebu swego ojca. Został wybrany na pontifeksa w 52 lub 51 p.n.e.

## Przejście na stronę Cezara
W czasie sprawowania urzędu trybuna ludowego w 50 p.n.e. wspierał Cezara, w zamian za co Cezar spłacił jego ogromne długi w wysokości 60 milionów sesterców. Przeszedł więc ze stronnictwa optymatów do popularów. Jako trybun złożył wniosek o zajęcie królestwa Numidii rządzonego przez Jubę. Przyczynił się do wybuchu wojny między Cezarem a Pompejuszem, gdy złożył 1 marca 50 p.n.e. w senacie weto wobec wniosku o wcześniejszym odwołaniu Cezara z namiestnictwa w Galii, oraz gdy złożył wniosek przegłosowany 1 grudnia tego roku o jednoczesnym zakończeniu dowództwa Pompejusza w Hiszpanii i Italii, oraz prokonsulatu Cezara w Galii. Po tym głosowaniu 4 grudnia Gajusz Klaudiusz Marcellus wezwał Pompejusza do ratowania ustroju Republiki.

## Udział w wojnie domowej Cezara z Pompejuszem

### Działania w Italii
W 49 p.n.e. był pretorem. 1 stycznia 49 p.n.e. przekazał senatowi list od Cezara. W pierwszych dniach wojny domowej w Italii stanął na czele trzech kohort i wyruszył z Ariminum, by zająć Pisaurum, Fanum i Ankonę, co nastąpiło odpowiednio 12, 13 i 14 stycznia. Następnie zajął Iguwium w centralnej Umbrii bronione przez pięć kohort pretora Kwintusa Mincjusza Termusa. Ze względu na sympatie procezariańskie w mieście Termus nie podjął walki i wycofał się z miasta, a jego oddziały uległy rozproszeniu.

### Opanowanie Sycylii i kampania w Afryce
Jako propretor i legat Cezara w wojnie domowej z Pompejuszem stanął na czele trzech legionów i zajął w kwietniu 49 p.n.e. Sycylię, gdzie rezydował zaciekły wróg Cezara Marek Porcjusz Katon. Następnie został w sierpniu tego samego roku wysłany przez Cezara do Afryki z dwoma niepełnymi legionami i 500 jeźdźców, by powstrzymał namiestnika prowincji Afryki Publiusza Attiusza Warusa oraz króla Jubę, którzy popierali Pompejusza.
Wylądował w Afryce razem z 8000 żołnierzy 11 sierpnia w pobliżu Ankwillarii (Anquillaria), położonej na wschód od Kartaginy i pierwszy drobny sukces odniósł w starciu z oddziałem jazdy numidyjskiej. To wystarczyło by żołnierze okrzyknęli go imperatorem.
Kolejnym sukcesem było zwycięstwo nad Warusem w bitwie pod Utyką odniesione 16 sierpnia. Pokonany Warus schronił się w swoim obozie, a następnie ukrył się wraz z wojskiem za murami Utyki. Wtedy Kurion rozkazał rozpoczęcie oblężenia miasta i usypanie wału oblężniczego. Wtedy dotarła do niego informacja o nadciągających licznych wojskach króla Juby, który był jego osobistym wrogiem z powodu wniosku o zajęcie królestwa Juby, złożonego w czasie sprawowania urzędu trybuna ludowego. W tej sytuacji Kurion planował przeczekać w obozie na przybycie wezwanych na pomoc dwóch legionów z Sycylii.
Kurion został wciągnięty w zasadzkę fałszywą informacją o wycofaniu się Juby do jego królestwa w Numidii i posłaniu na pomoc Warusowi tylko nielicznych wojsk pod wodzą Saburry. Ta informacja skłoniła Kuriona do wyjścia obozu i stoczenia bitwy z oddziałem numidyjskim. W rzeczywistości wojsko prowadzone przez Saburrę było strażą przednią armii Juby, która stacjonowała w odległości około 8 km od obozu Saburry.
Decydująca bitwa rozegrała się nad rzeką Bagradas. Przewaga konnicy numidyjskiej Saburry, wspartej przez 2000 jazdy galijskiej i hiszpańskiej ze straży przybocznej Juby wobec 200 jezdnych, którzy wzięli udział w bitwie po stronie legata Cezara oraz zmęczenie długim marszem w upale piechoty Kuriona doprowadziła do klęski cezarian w bitwie 24 sierpnia 49 p.n.e. W jej wyniku Cezar całkowicie utracił dwa legiony. Po bitwie odciętą głowę Kuriona, który nie skorzystał z rady swego dowódcy jazdy Gnejusza Domicjusza, by uciec z pola bitwy, odesłano do Juby.
W oddziałach jazdy Kuriona znajdowali się rośli Galowie i Germanie, którzy zostali wcieleni do wojsk Juby, a później walczyli najpierw przeciwko Cezarowi w okolicach Uzytty. Potem w wyniku niepowodzeń i utraty zaufania do dowódców część z nich z powrotem przyłączyła się do Cezara.